# Colombo-Express-Klasse
Die Colombo-Express-Klasse ist eine Klasse von Containerschiffen der Hamburger Reederei Hapag-Lloyd.

## Allgemeine Daten

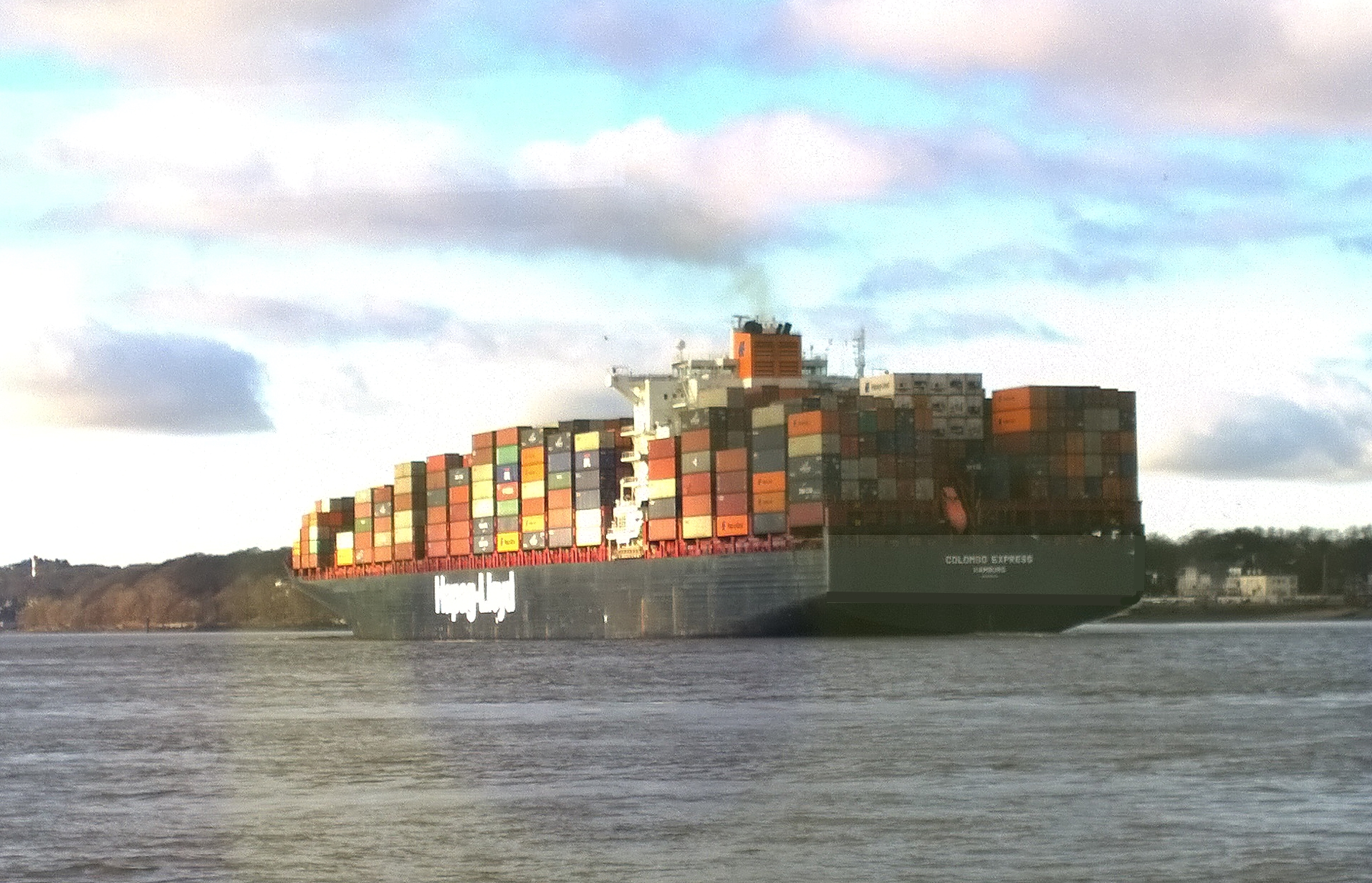
Die Colombo Express Elbe abwärts

Die acht Schiffe der Klasse wurden von 2004 bis 2008 bei der Werft Hyundai Heavy Industries (HHI), Ulsan (Südkorea) gebaut. Die Einheiten haben dreiviertel achtern angeordnete Aufbauten und eine Containerkapazität von jeweils 8749 TEU.
Die Schiffe der Colombo-Express-Klasse fahren unter deutscher Flagge mit Heimathafen Hamburg und waren zunächst auf einem 56-tägigen Liniendienst zwischen Europa und Asien eingesetzt.
Die Schiffe sind von der DAL Deutsche Anlagen-Leasing Gesellschaft geleast.
Das Typschiff Colombo Express wurde am 1. November 2004 auf Kiel gelegt, der Stapellauf folgte am 14. Januar 2005 und die Ablieferung am 30. März 2005. Es verfügte nach seiner Fertigstellung zwei Monate lang über die höchste nominelle Anzahl an Stellplätzen aller Containerschiffe der Welt. Im Juli 2005 löste die MSC Pamela der Mediterranean Shipping Company, welches eine Gesamtcontainerkapazität von 9.200 TEU besitzt, die Colombo Express in dieser Eigenschaft ab.

## Technische Daten
Die Schiffe waren zunächst vom Germanischen Lloyd klassifiziert. Durch den Zusammenschluss der Klassifikationsgesellschaften Det Norske Veritas und Germanischer Lloyd wurden sie später vom DNV GL klassifiziert. Der Schiffskörper besitzt die Klassifikation: + 100 A5 E with freeboard 5.639 m, Container Ship, IW NAV-OC RSD ERS BWM-F SOLAS-II-2,Reg.19 C2P67, Environmental Passport, die Maschinenanlage besitzt die Klassifikation: + MC AUT RCP 730/30.
Die Einheiten sind 335,47 Meter über alles lang, 42,80 Meter über alles breit, 60,50 Meter hoch und haben einen Tiefgang von maximal 14,60 Meter. Die Tragfähigkeit beträgt 104.400 Tonnen, die Gesamtcontainerkapazität 8.749 TEU. Für Kühlcontainer sind 730 Anschlüsse vorhanden.
Der Hauptmotor des Typs MAN B&W 12 K 98 ME mit einer Gesamtleistung von 68.640 kW (93.500 PS) ermöglicht eine Geschwindigkeit von 25 Knoten (46,3 km/h). Der Dieselmotor wurde von Hyundai Heavy Industries in Lizenz gebaut. Der Motortyp mit der Bezeichnung „ME“ stellt eine Art Vorstufe zu einem Common-Rail-Dieselmotor dar, da die einzelnen Zylinder nicht von einer gemeinsamen Brennstoff-Hochdruckleitung gespeist werden (Common Rail), sondern konventionell von je einer eigenen Brennstoffpumpe, die aber über ein gemeinsames Hydrauliksystem angetrieben und angesteuert werden.

## FlottenausbauColombo-Express-Klasse bei Hapag-Lloyd
Von 2005 bis 2010 hat Hyundai Heavy Industries vierzehn Containerschiffe für die Hapag-Lloyd AG gebaut, von denen acht zur Colombo-Express-Klasse gehören. Die weiteren sechs Schiffe gehören zur Prague-Express-Klasse (drei Schiffe) sowie zur Vienna-Express-Klasse (drei Schiffe). Die Klassen unterscheiden sich in Bezug auf die Motorisierung sowie geringfügig in Bezug auf die Tragfähigkeit.

## Die Schiffe
| Colombo-Express-Klasse | Colombo-Express-Klasse | Colombo-Express-Klasse | Colombo-Express-Klasse | Colombo-Express-Klasse                              | Colombo-Express-Klasse     |
| Bauname                | Baunummer              | IMO-Nummer             | Rufzeichen             | Kiellegung Stapellauf Ablieferung                   | Umbenennungen und Verbleib |
| ---------------------- | ---------------------- | ---------------------- | ---------------------- | --------------------------------------------------- | -------------------------- |
| Colombo Express        | H1595                  | 9295244                | DIHC                   | 1. November 2004 14. Januar 2005 30. März 2005      | so in Fahrt                |
| Kyoto Express          | H1596                  | 9295256                | DCPI2                  | 30. Mai 2005 19. August 2005 14. November 2005      | so in Fahrt                |
| Chicago Express        | H1597                  | 9295268                | DCUJ2                  | 4. Oktober 2005 9. Dezember 2005 20. Februar 2006   | so in Fahrt                |
| Osaka Express          | H1740                  | 9320697                | DDVK2                  | 21. September 2006 8. Dezember 2006 8. Februar 2007 | so in Fahrt                |
| Tsingtao Express       | H1741                  | 9320702                | DDYL2                  | 12. Dezember 2006 16. Februar 2007 18. April 2007   | so in Fahrt                |
| Hanover Express        | H1793                  | 9343716                | DFGX2                  | 8. Mai 2007 20. Juli 2007 28. September 2007        | so in Fahrt                |
| Bremen Express         | H1794                  | 9343728                | DGZL                   | 4. September 2007 23. November 2007 21. Januar 2008 | so in Fahrt                |
| Kuala Lumpur Express   | H1795                  | 9343730                | DFNB2                  | 27. November 2007 1. Februar 2008 15. April 2008    | so in Fahrt                |

In den Jahren 2010 und 2011 sollten noch sechs weitere Einheiten dieses Typs hinzukommen. Im Rahmen eines Neubauauftrags im Dezember 2010 für vier Containerschiffe (New-Post-Panmax-Typ) mit je 13.200 TEU bei der Hyundai Heavy Industries wurden die sechs noch offenen Bauaufträge ebenfalls in Aufträge für Containerschiffe mit je 13.200 TEU umgewandelt. Diese zehn Schiffe zählen zur Hamburg-Express-Klasse.

### Chicago ExpressundKuala Lumpur Express
Die Chicago Express und die Kuala Lumpur Express dienen der Reederei auch für die Ausbildung seemännischen Personals. So werden an Bord Nautische und Technische Offiziersassistenten sowie Schiffsmechaniker ausgebildet. Hierfür ist auf dem Schiff ein ganzes zusätzliches Deck vorgesehen, in dem sich neben den Unterkünften für 15 Kadetten auch ein separater Schulungsraum befindet. Damit verfügen die zwei Schiffe über sieben Wohndecks, während die Schwesterschiffe nur mit sechs ausgestattet sind. Die Auszubildenden werden aber auch im Schiffsdienst mit eingesetzt, vor allem auf der Brücke, an Deck und im Maschinenraum.

## Zwischenfälle

### Unfall auf derChicago Express
Am 23. September 2008 musste die Chicago Express aus Hongkong auslaufen, weil sich ein Taifun näherte und der Hafen nicht sturmsicher war. Auf See geriet das Schiff in den herankommenden Taifun Hagupit. Wind und Wellen verursachten heftige Schiffsbewegungen. Um das Rollen des Schiffes zu verringern, fuhr das Schiff mit geringer Geschwindigkeit einen nordöstlichen Generalkurs, bei der man je nach Wind- und Wellenrichtung auf möglichst günstigen wechselnden Kursen den Sturm abwetterte. Dadurch gelang es, das Rollen des Schiffes von zunächst 30 auf etwa 20 Grad zu reduzieren. Als das Schiff am Folgetag gegen 2:45 Uhr gerade wieder nach Steuerbord überholte, wurde es von einer besonders starken Welle an der Steuerbordseite getroffen, die die Neigung des Schiffes für einige Sekunden auf etwa 44 Grad erhöhte und zu einem mehrmaligen starken Rollen führte. Mit Ausnahme des Wachoffiziers verloren alle auf der Brücke befindlichen Personen ihren Halt. Die enormen Beschleunigungswerte ließen den philippinischen Ausguck und den deutschen Kapitän mehrfach quer über die ganze Brücke schleudern. Dabei schlugen beide mehrfach an Schränken und anderen Einbauten auf. Als der Wachoffizier und der Rudergänger das Schiff wieder unter Kontrolle gebracht hatten, fanden sie Kapitän und Ausguck leblos auf dem Boden der Brücke vor. Der Ausguck erlag seinen Verletzungen noch auf der Brücke. Der Kapitän erlitt erhebliche Verletzungen und wurde einige Stunden später, nach Abflauen des Sturmes, von einem Rettungshubschrauber aus Hongkong abgeborgen und in ein Krankenhaus in Hongkong eingeliefert. Eine Untersuchung dieses Seeunfalles durch die Bundesstelle für Seeunfalluntersuchung ergab unter anderem, dass es keine ausreichende Anzahl von Handläufen und Griffen auf der Brücke des Schiffes gab. Des Weiteren waren die Rollbewegungen vermutlich dadurch erheblich verstärkt worden, dass das Schiff in Hongkong nicht mehr vollständig beladen werden konnte. Grundsätzlich müssten auf Schiffen dieser Größenordnung mehr Maßnahmen ergriffen werden, Rollbewegungen zu verringern, da die Beschleunigungswerte auf der Brücke sehr hoch sind.

### Colombo Express
Am 29. September 2014 kollidierte die Colombo Express bei der Einfahrt in den Sueskanal mit der Maersk Tanjong. Beide Schiffe wurden dabei beschädigt. Der Unfallbericht der Bundesstelle für Seeunfalluntersuchung wurde nicht veröffentlicht.

## Bilder

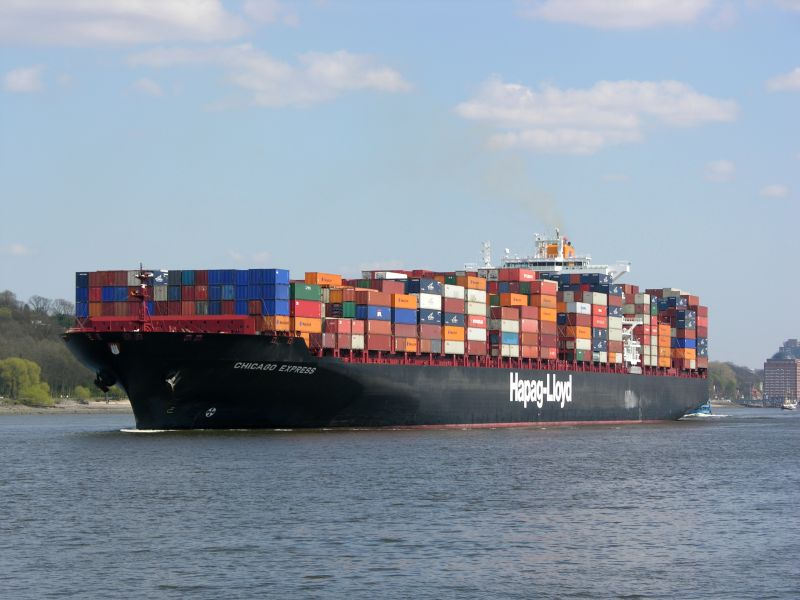
Chicago Express auslaufend in Hamburg
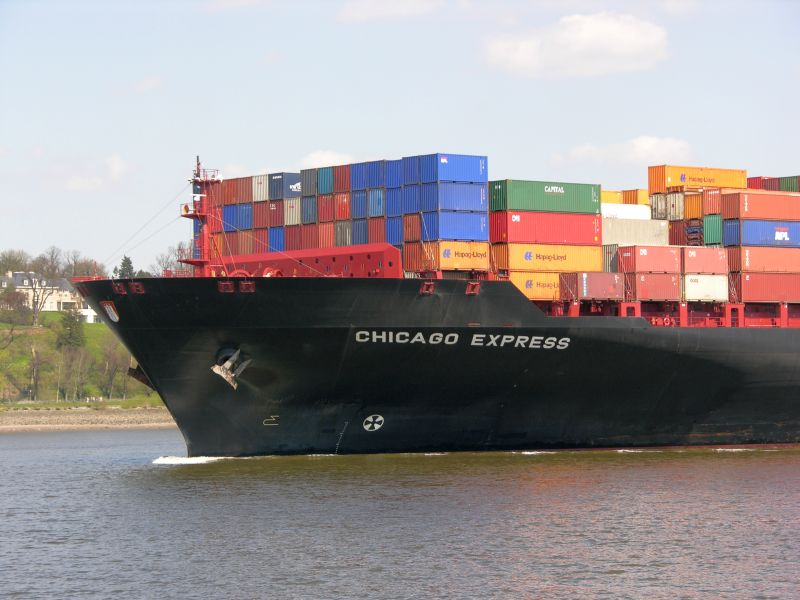
Bug der Chicago Express
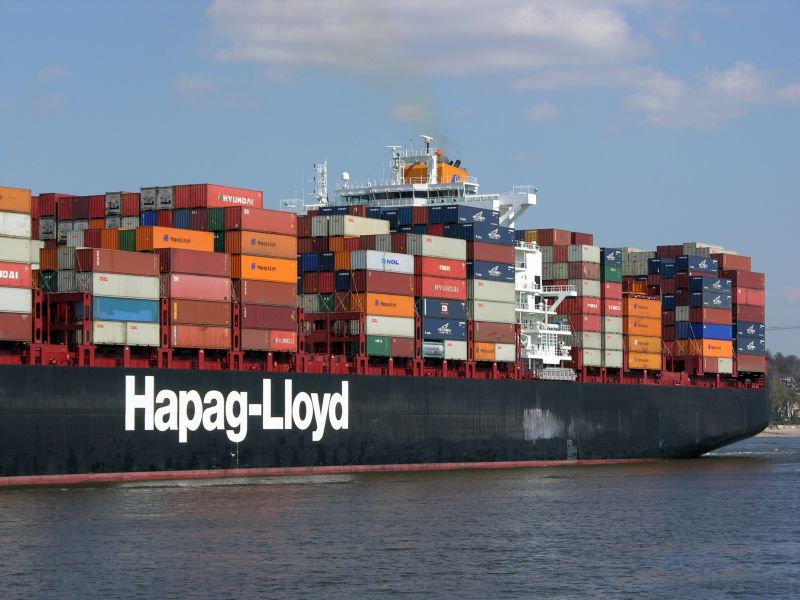
Mittschiffs- und Heckbereich der Chicago Express
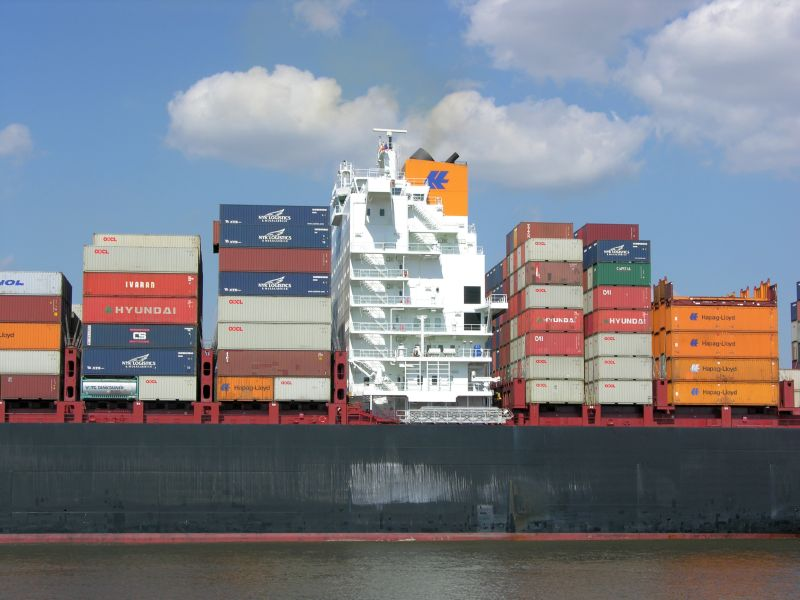
Deckshaus der Chicago Express
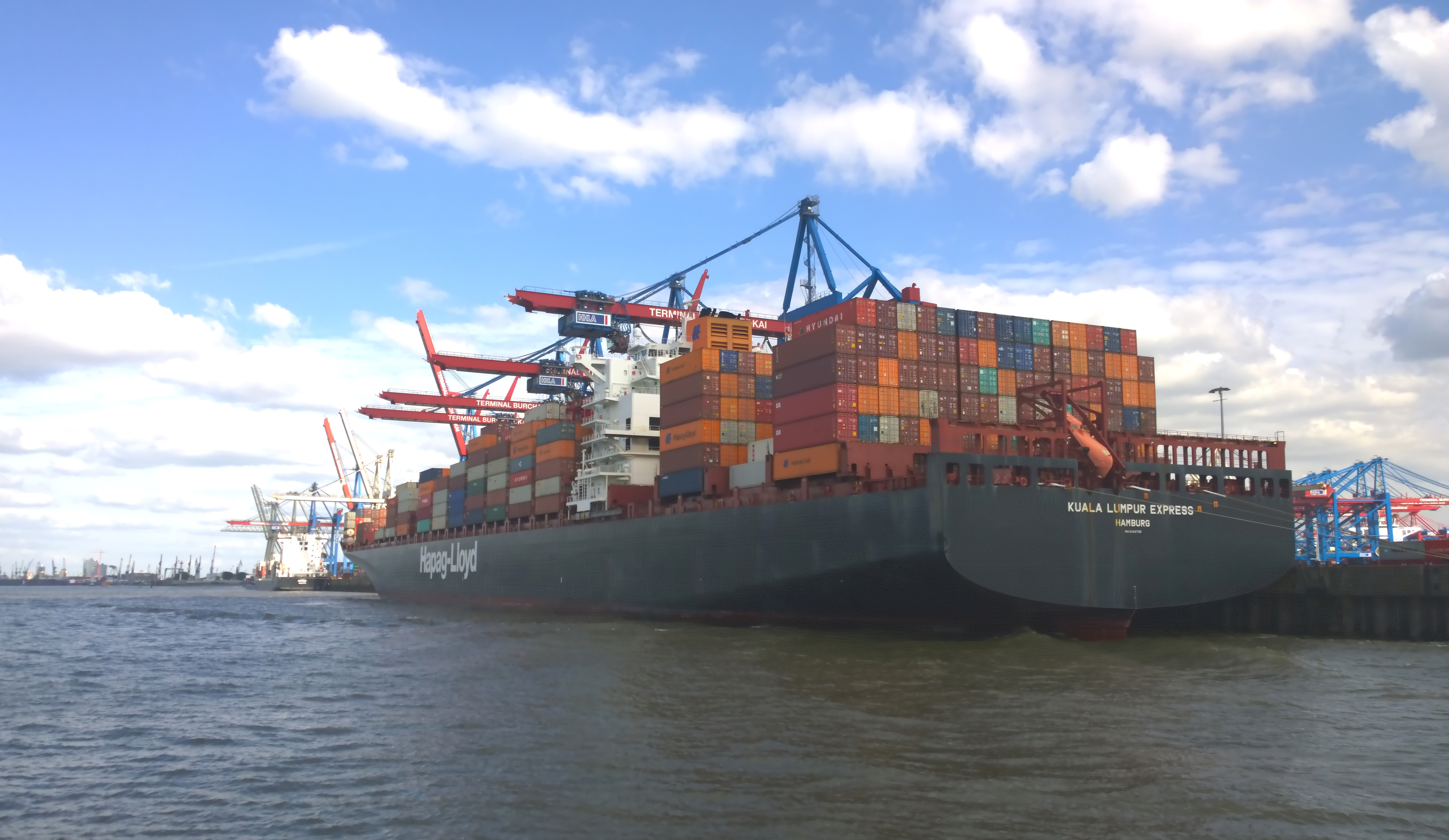
Heckansicht der Kuala Lumpur Express
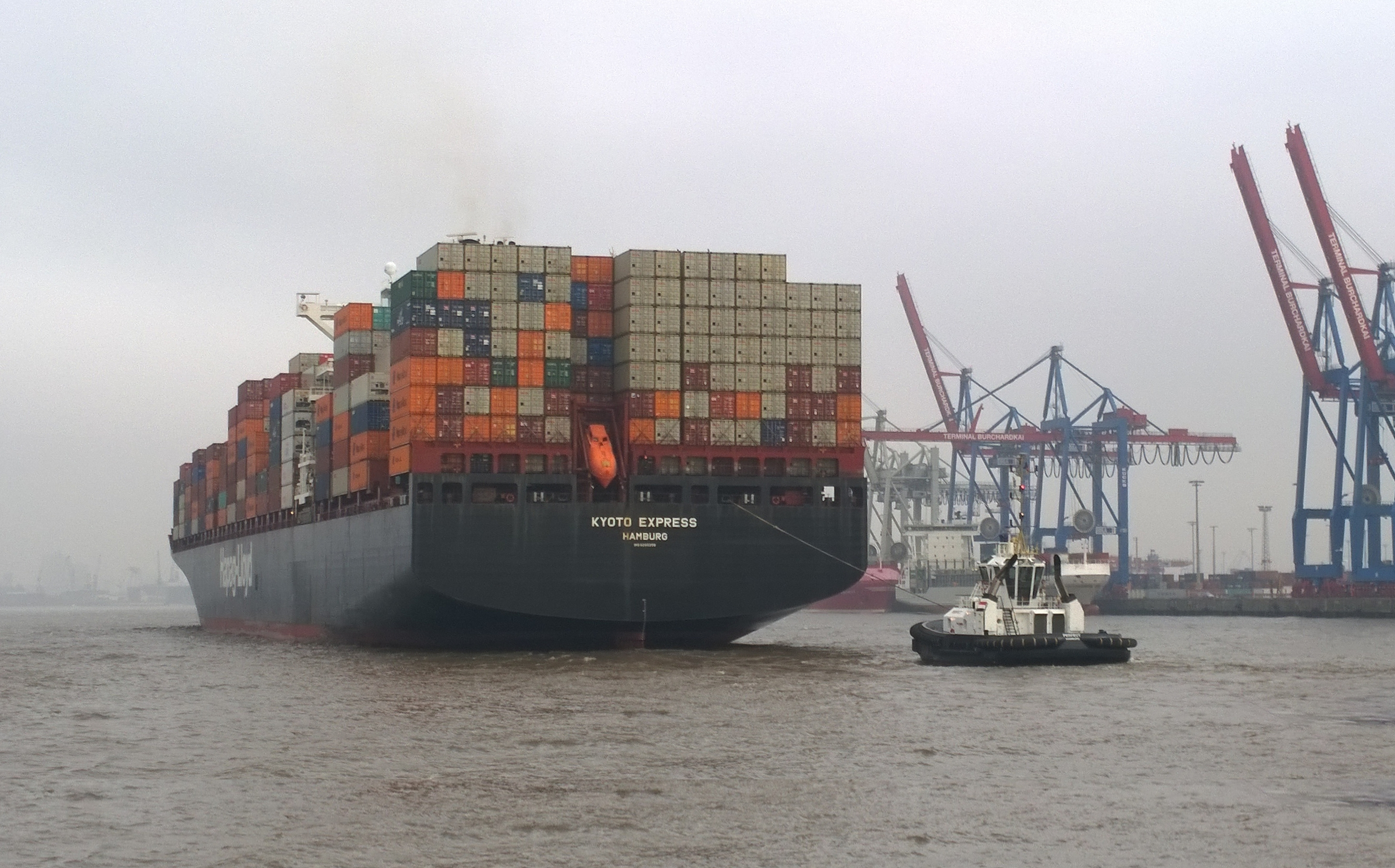
Kyoto Express, Anlegemanöver Containerterminal Burchardkai
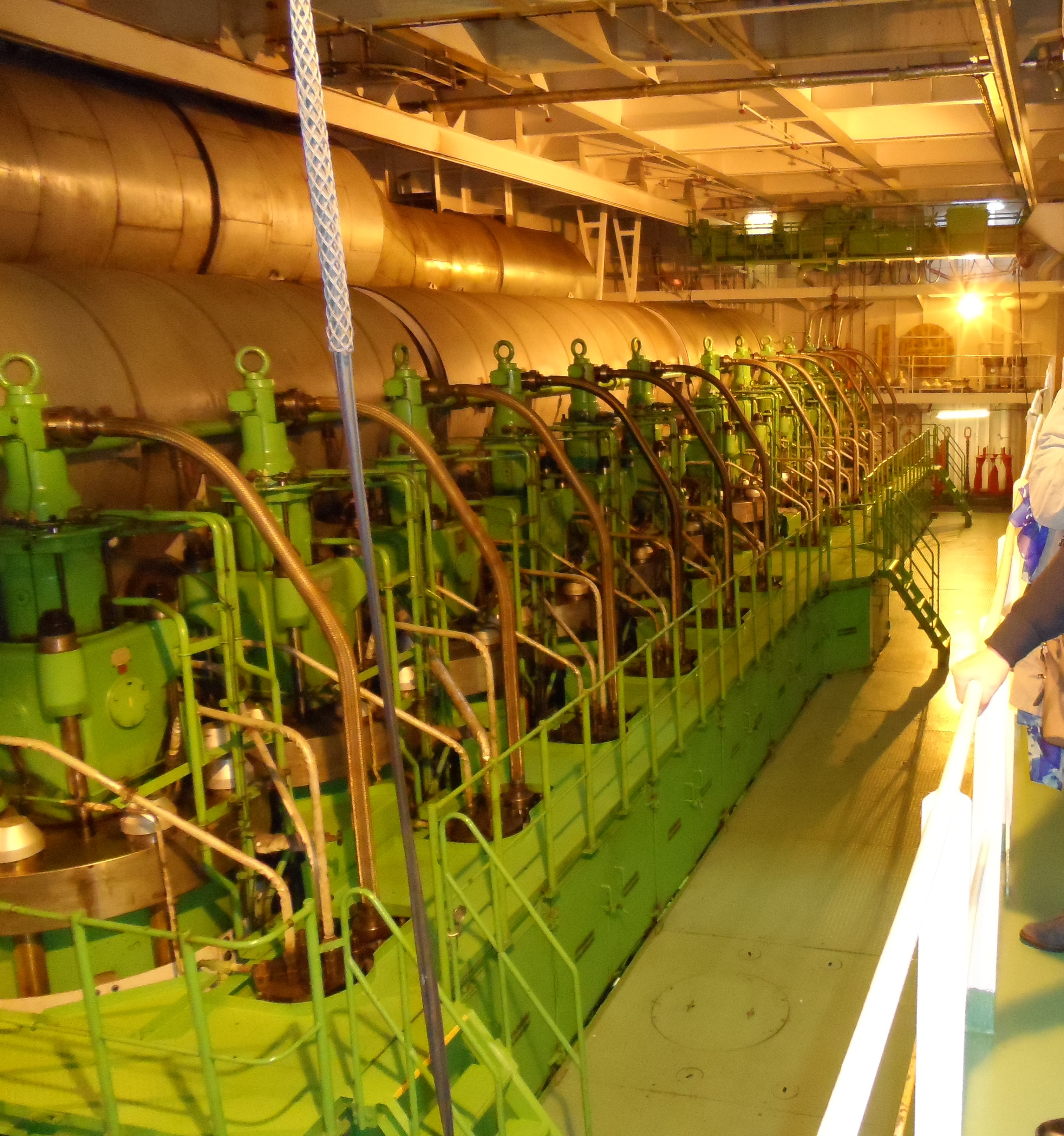
Maschinenraum der Chicago Express
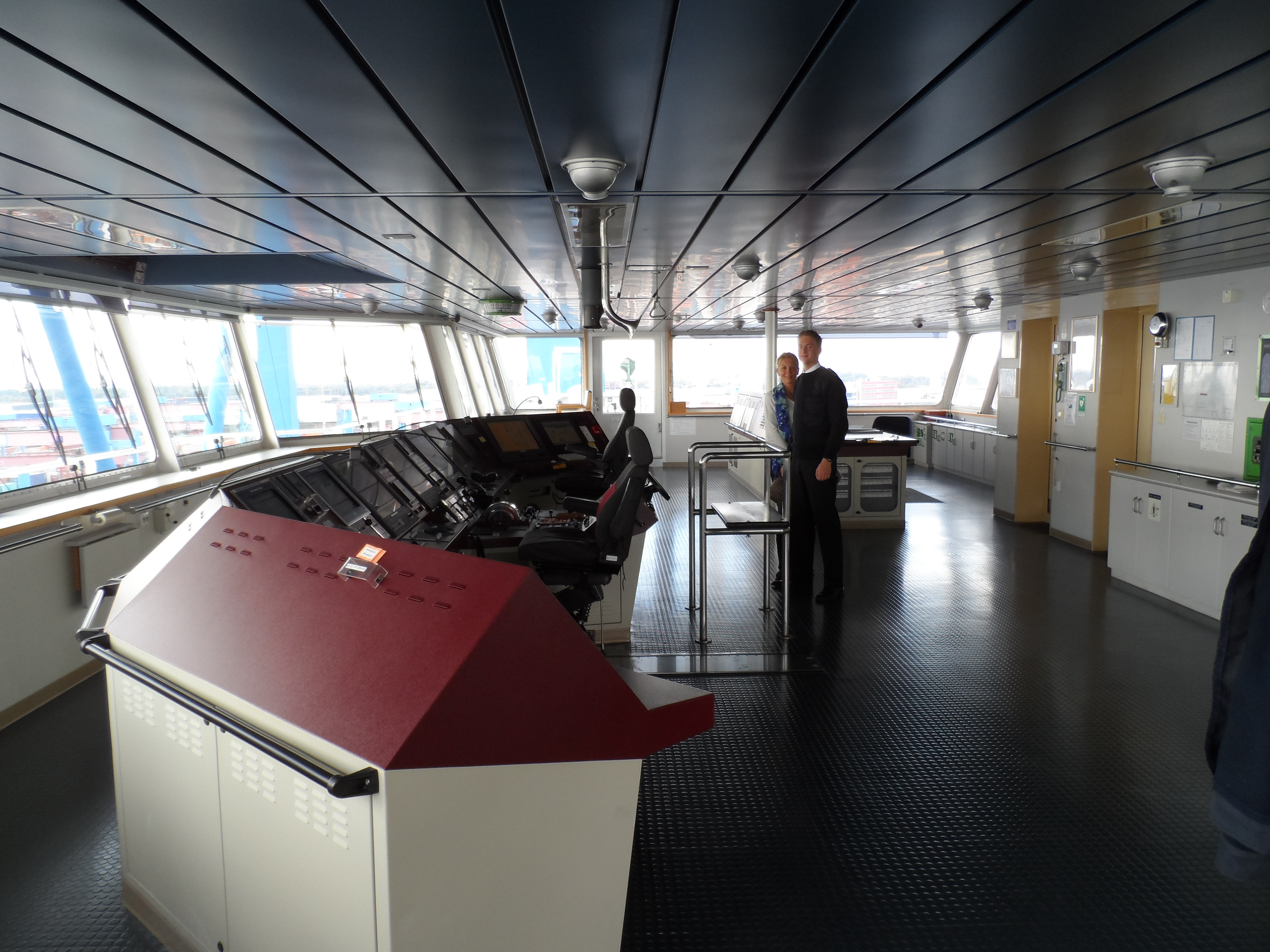
Brücke der Chicago Express
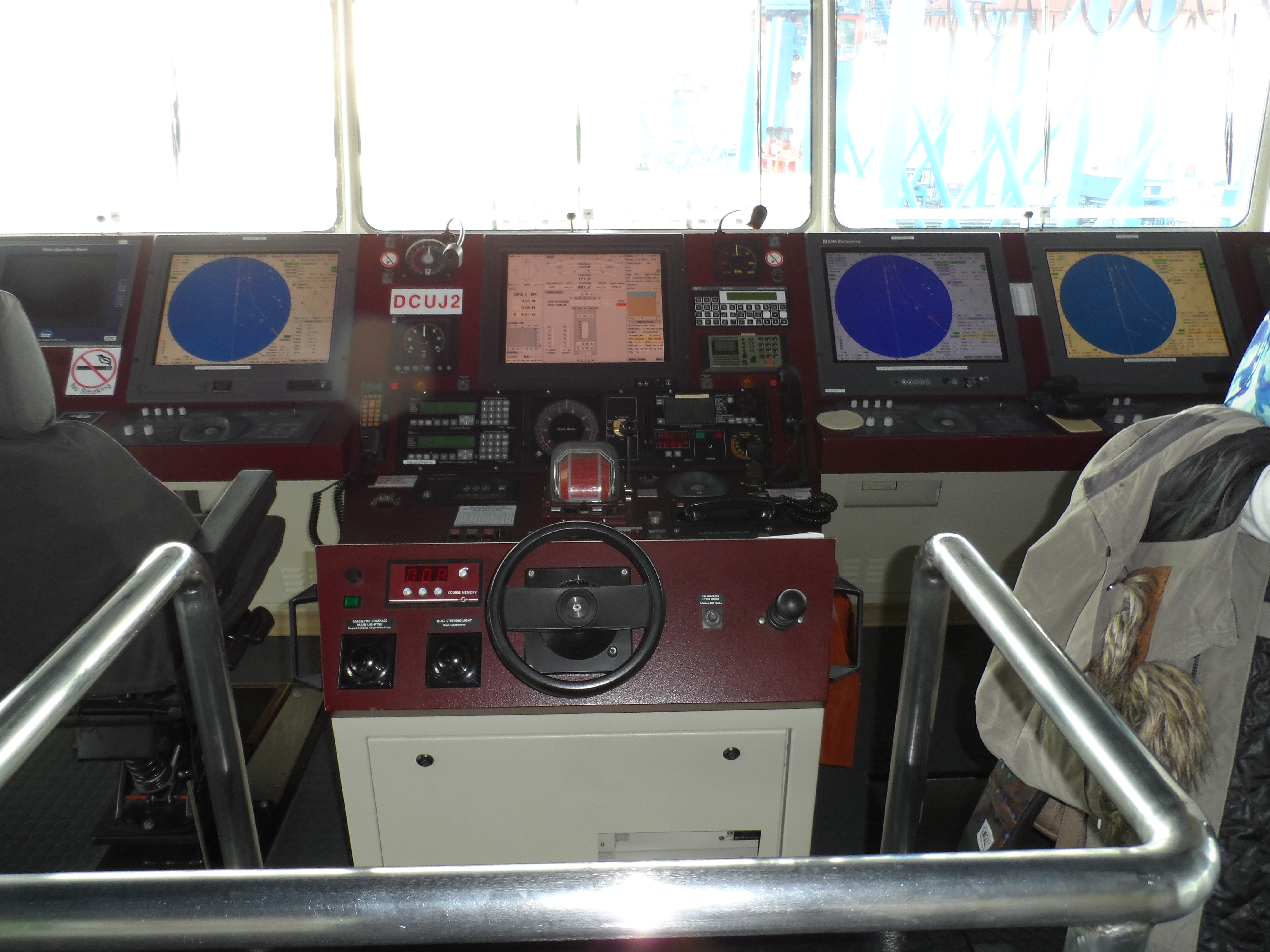
Steuerstand der Chicago Express (nachträglich mit einem Geländer eingerahmt)